# A través del espejo y lo que Alicia encontró allí
A través del espejo y lo que Alicia encontró allí (del inglés: Through the Looking-Glass, and What Alice Found There) es una novela infantil escrita por Lewis Carroll en 1871. Es la continuación de Las aventuras de Alicia en el país de las maravillas (aunque no hace referencias a lo que ocurre en ese libro). Muchas cosas de las que acontecen en el libro parecen, metafóricamente, reflejadas en un espejo. 
Mientras que el primer libro juega con cartas vivientes, en esta ocasión Alicia se ve envuelta en una loca partida de ajedrez. Carroll nos proporciona una lista de los movimientos que en ella se producen, aunque algunos de ellos van en contra de las reglas del juego, como si fuera un niño pequeño el que estuviera jugando.
No aparecen personajes exactos de Alicia en el país de las maravillas, solo se toma la imagen del Sombrerero (como Hatta, cuya pronunciación en inglés suena muy parecido a Hatter, sombrerero) y la Liebre de Marzo como Haiga (cuya pronunciación en inglés suena como a Hare, liebre) que aparece en el capítulo séptimo («El León y el Unicornio»), un personaje diferente en este segundo libro.

## Argumento

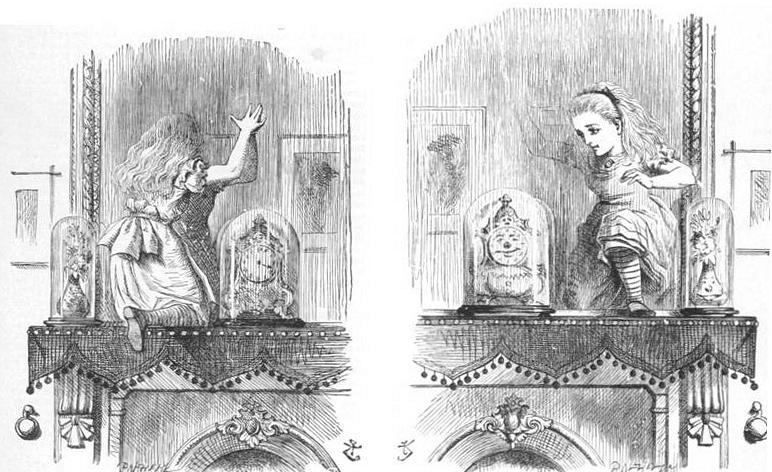
Alicia atravesando el espejo.

### Capítulo 1: La casa del espejo
Mientras Alicia está meditando sobre cómo debe de ser el mundo al otro lado del espejo de su casa, se sorprende al comprobar que puede pasar a través de él y descubrir de primera mano lo que ahí ocurre. Así lo hace, y llega a una sala en la que las piezas de ajedrez parecen cobrar vida.
En la sala encuentra así mismo un libro de poesía invertida, que incluye el poema «Jabberwocky» (traducido al español como «Galimatazo» o «Jerigóndor»), el cual solo puede leer reflejándolo en un espejo, y el cual habla de cómo un héroe afronta los peligros del bosque «tulgar»: el pájaro Jubo-Jubo, el «frumioso» Zamarrajo y, cómo no, el «hedoroso» Galimatazo. El poema concluye cuando el héroe da muerte al monstruo Jabberwocky con la ayuda de la espada «vorpal». Confusa por la complejidad del poema, Alicia deja el libro y sale de la casa del espejo para entrar al mundo del espejo, en el que todo se hace al revés.

### Capítulo 2: El jardín de las flores vivas

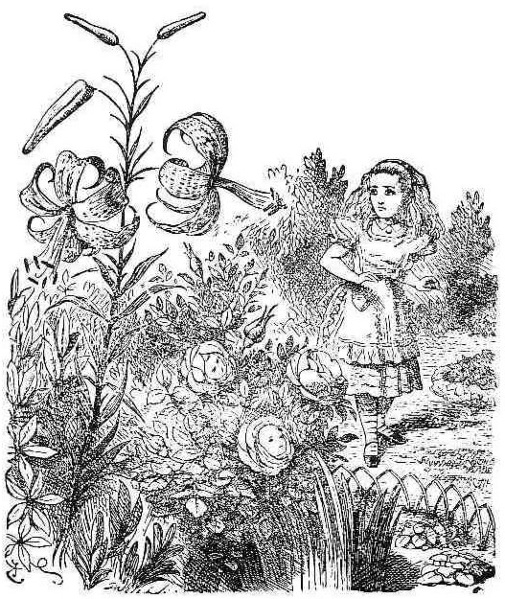
Alicia en el jardín de las flores vivas.

Cuando Alicia sale de la casa, entra en un jardín en el que las flores hablan. La principal de todas las flores del jardín, el Lirio, trata a la niña como si se tratara de otra flor.
Igualmente, recorriendo el jardín, Alicia conoce a la Reina Roja, quien le ofrece convertirse en reina si consigue llegar a la octava casilla en una partida de ajedrez gigante, que ocupa toda una pradera. Alicia acepta, y se convierte rápidamente en un peón de la Reina Blanca.

### Capítulo 3: Insectos del espejo
El primer movimiento que Alicia decide hacer es coger un tren hasta la cuarta fila (se mueve dos casillas, movimiento completamente legal dado que es su primer movimiento). Pero, durante el viaje en tren, este descarrila y Alicia, para no perder el equilibrio, se agarra a la barba de una Cabra que va sentada junto a ella.
Ya fuera del tren, Alicia conoce a un Mosquito que considera a la niña una «amiga de toda la vida». Además de conversar con Alicia de varios temas y durante un largo rato, el Mosquito también presenta a la niña los diversos insectos que habitan al otro lado del espejo: el tábano de caballito de madera, la luciérnaga pastelera, y la mariposa llamada melindrosa «meriendaposa».
Luego, Alicia entra en un bosque en el que olvida por completo su nombre. Durante un buen rato camina junto a un Cervatillo, quien también ha olvidado su verdadera identidad. Pero, al llegar a la salida del bosque, el Cervatillo recuerda quién es y huye espantado, temiendo que la niña le haga algo.

### Capítulo 4: Tweedledum y Tweedledee

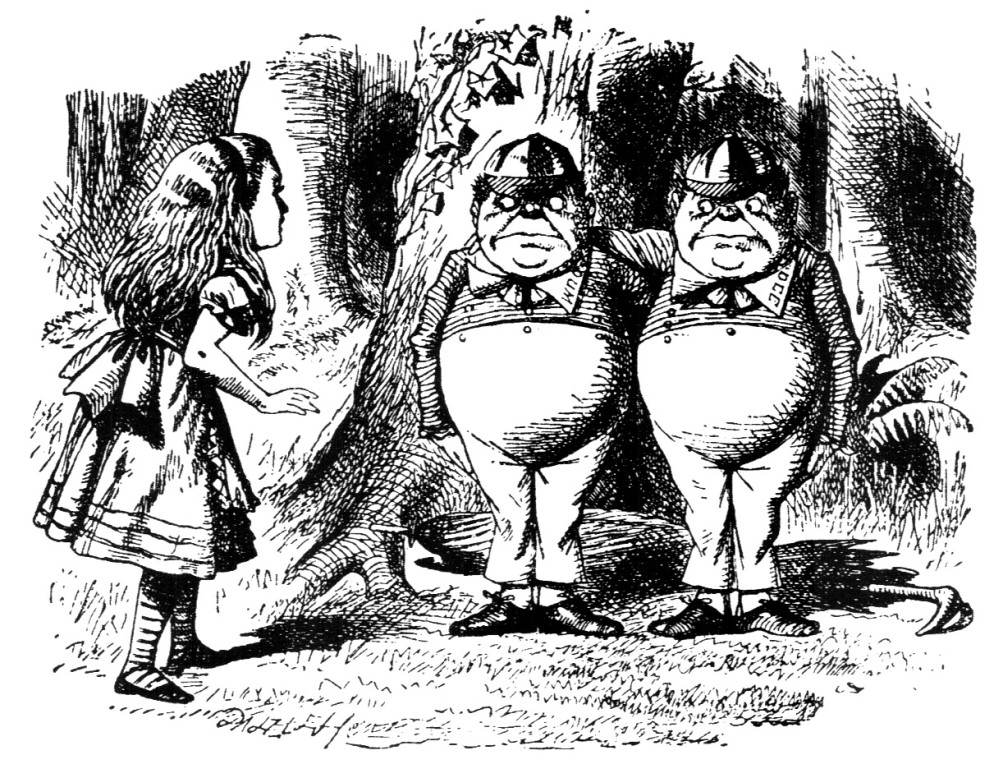
Los gemelos Tweedledum y Tweedledee con Alicia.

Alicia llega a la cuarta casilla, donde conoce a Tweedledum y a Tweedledee (Tarará y Tararí), dos gemelos a los que ya conocía gracias a una canción de cuna muy famosa de principios del siglo XIX.
Tweedledee recita para Alicia el poema titulado «La Morsa y el Carpintero» (que narra cómo una morsa y un carpintero que se pasean por la playa engatusan a unas ostras para que acudan a su cena, y así poder comérselas).
Al finalizar el poema, los gemelos guían a Alicia hasta donde duerme el Rey Rojo, en mitad del bosque. Es entonces cuando se da la primera pista de que todo podría ser un sueño, pues Tweedledum y Tweedledee dicen que Alicia no es más que un producto de la mente del Rey Rojo, y que si este se despertara, Alicia se desvanecería.
Después de esto, Tweedledum y Tweedledee se enfadan entre ellos por un sonajero nuevo y deciden organizar una batalla. Protegiéndose con ollas a modo de cascos y cojines a modo de escudos, los dos hermanos van a pelearse... justo cuando un gigantesco Cuervo Negro lo cubre todo, y Alicia se aleja corriendo del lugar.

### Capítulo 5: Agua y lana

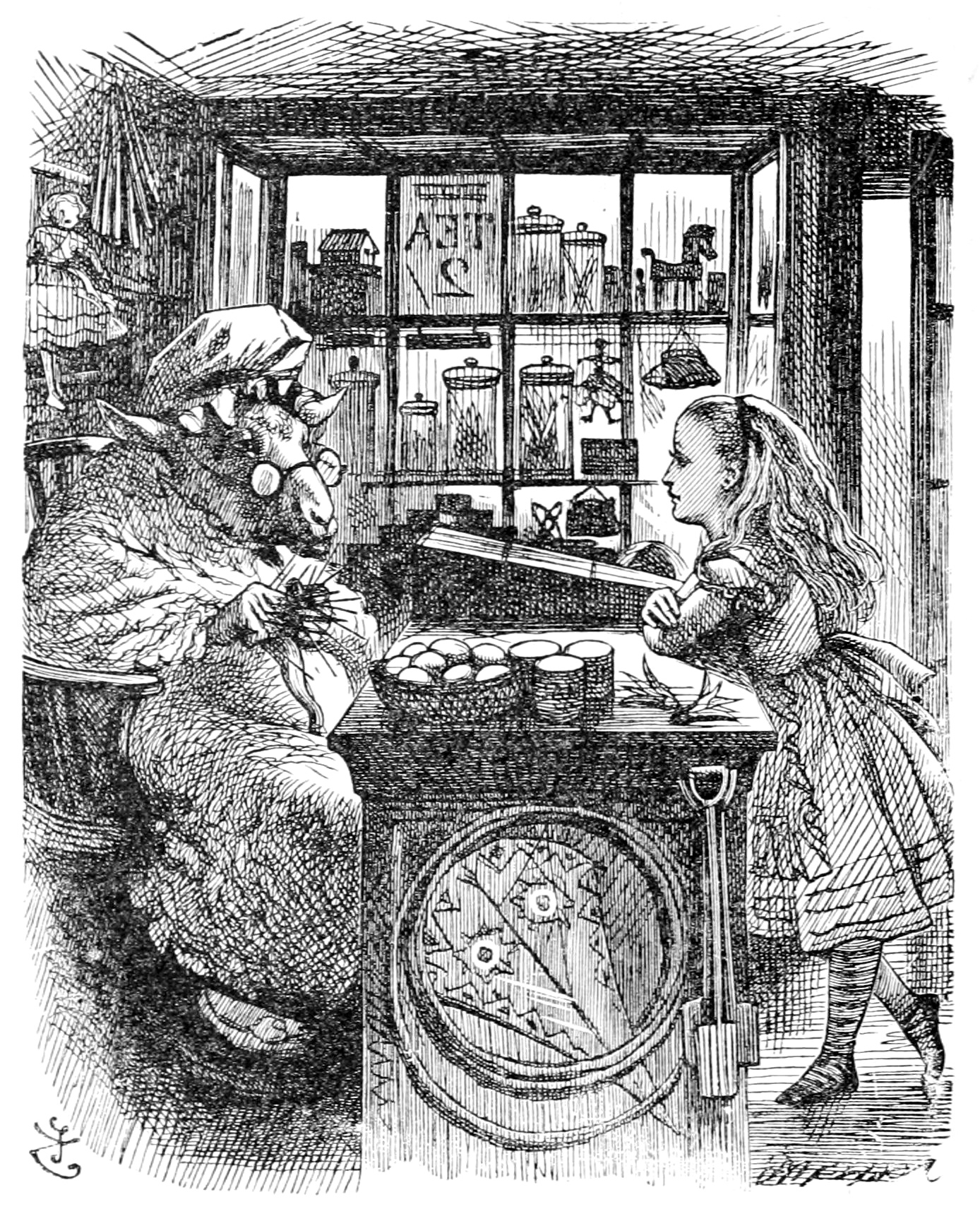
Alicia con la Reina blanca transformada en oveja.

En este capítulo se cuenta cómo Alicia, huyendo del Cuervo Negro, llega a la quinta casilla y conoce a la Reina Blanca, que estaba corriendo por el bosque en busca de un mantón de lana que se le había perdido. Durante la conversación, la Reina Blanca explica a Alicia cómo suceden las cosas en el mundo del espejo (todo ocurre desde adelante hacia atrás).
Luego, la Reina parece estar cada vez más ausente hasta que, de pronto, se transforma en una Oveja. Es entonces cuando Alicia se ve transportada mágicamente a una barca de remos en la que debe remar (o «plumear», como diría la Oveja). Después de recoger una buena cantidad de juncos olorosos de la orilla del agua, Alicia se ve obligada a comprarle un huevo a la Oveja. Huevo que, de pronto, se convierte en un conocido personaje de la rima infantil de Mamá Oca: Humpty Dumpty (Zanco Panco).

### Capítulo 6: Humpty Dumpty

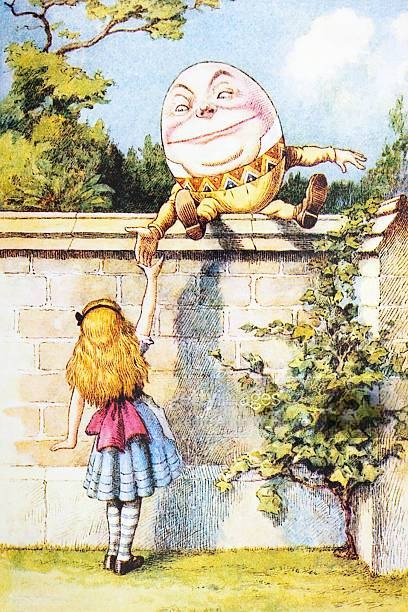
Humpty Dumpty y Alicia.

Humpty Dumpty (Zanco Panco o Tentetieso), sin ni siquiera bajarse del muro en el que está subido, explica a Alicia el significado del poema del Galimatazo, el que leyó en la casa del espejo. Le explica, a su manera, qué son los «limazones», los «borogobios», las «rantas» y otros muchos animales de la fauna del espejo. Después de esto, Humpty Dumpty discute acerca de semántica y pragmatismo con Alicia, y acaba cantándole una canción «para su deleite y su loor».

### Capítulo 7: El León y el Unicornio
Alicia se encuentra en este capítulo con el Rey Blanco, quien está esperando a uno de sus dos mensajeros en mitad de un camino, Al cabo de un rato de desconcertantes juegos de palabras y adivinanzas con el Rey, llega al fin el mensajero (que no es otro que la Liebre de Marzo del primer libro, solo que con el nombre de Haigha -una parodia de la pronunciación afectadamente anglosajona de su nombre original, Hare-). Acompañada por el Rey y por Haigha, Alicia es llevada frente al León y al Unicornio, a los que se encuentran peleando por la corona del reino. Ambas figuras, tanto el León como el Unicornio, son figuras emblemáticas del escudo de Gran Bretaña: uno representa a Inglaterra y otro a Escocia. En el escenario del combate Alicia conoce también al otro mensajero del Rey: Hatta (también una ridiculización de la palabra original Hatter —el Sombrerero del primer libro—). El capítulo continúa con Alicia intentando repartir un pastel del espejo (pastel que se reparte primero y se corta después), y concluye cuando el ruido de unos tambores inundan el bosque y Alicia se ve transportada a la séptima casilla (la última antes de convertirse en Reina).

### Capítulo 8: «Es de mi propia invención»
Nada más llegar a la séptima casilla, Alicia es capturada por el Caballero Rojo. Afortunadamente, el Caballero Blanco llega galopando para salvar a Alicia y prender al Rojo. Hecho esto, el Caballero Blanco decide acompañar a la niña hasta la última casilla, cayéndose de su montura varias veces durante el trayecto. Finalmente, Alicia se despide de su rescatador y salta a la octava casilla. Al final, Alicia despierta y se da cuenta de que tenía algo en la cabeza. Para averiguar qué era, ella se sienta, se lo saca y se da cuenta de que era una corona de oro.

### Capítulo 9: La Reina Alicia

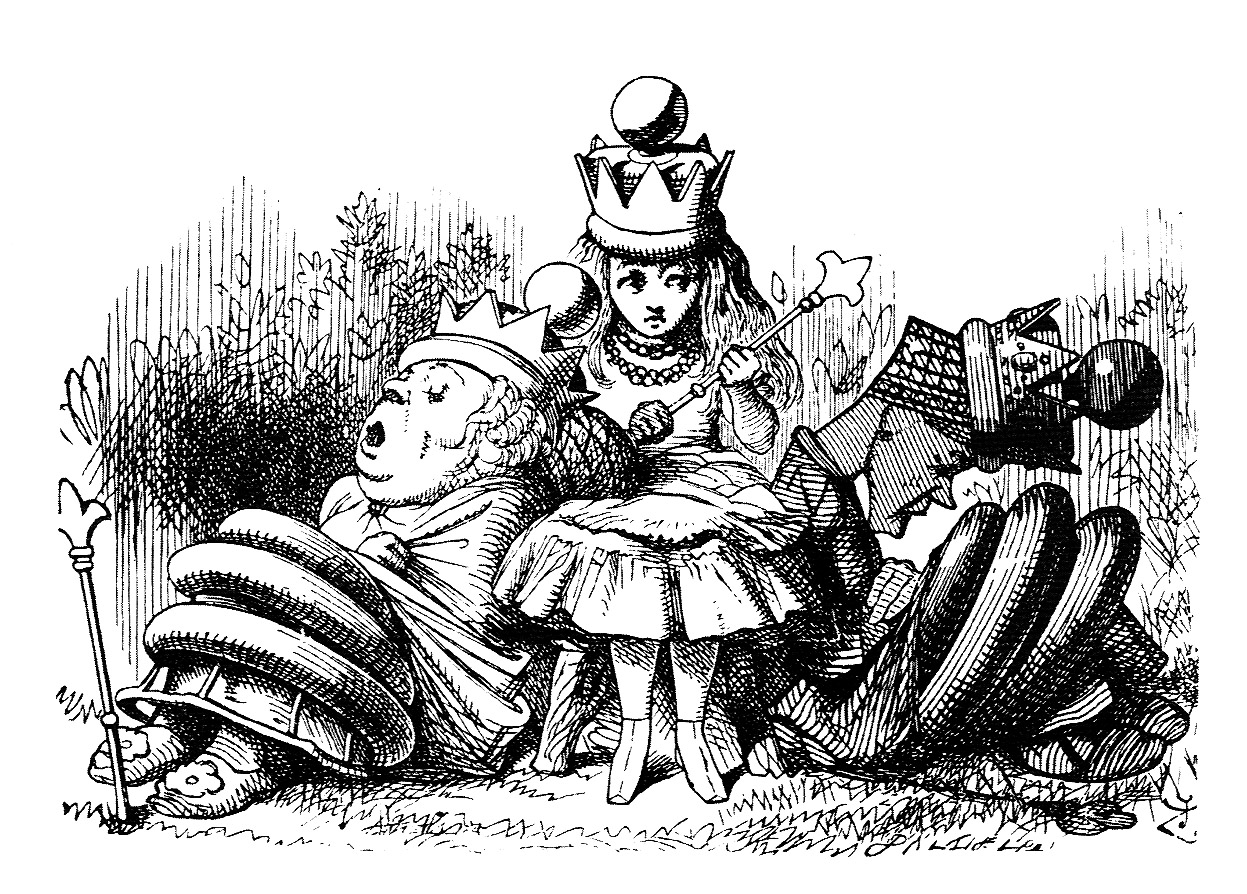
Alicia como reina junto a La Reina Blanca y La Reina Roja.

Durante este capítulo, Alicia llega a la octava casilla y se convierte en Reina. Asimismo, se reencuentra con las otras dos monarcas: la Roja y la Blanca, quienes, antes de decirle que va a haber una fiesta en su honor, le hacen un breve examen para saber sus conocimientos en aritmética, lenguaje y soluciones prácticas. Luego, las dos Reinas se quedan dormidas y, Alicia, alejándose del lugar, llega al castillo donde se va a celebrar la fiesta dedicada a ella. Una vez dentro del castillo, Alicia se sienta a la cabecera de la mesa, de nuevo junto a las otras dos Reinas, quienes la desconciertan tanto que la niña acaba por tirar del mantel para derribar todo a su alrededor. Luego se vuelve hacia la Reina Roja, a quien considera la culpable de todo lo que le ha sucedido, y se decide a «agitarla hasta que se convierta en un gatito».

### Capítulo 10: Sacudir
Alicia, a base de sacudir y sacudir a la Reina Roja, consigue comérsela (en argot de ajedrez, claro), y dar jaque al Rey Rojo, que se ha pasado durmiendo inmóvil en el mismo sitio a lo largo de toda la partida. Con esto termina el sueño, de modo que Tararí y Tarará tenían razón al decir que todo, incluso la misma Alicia, formaba parte de un sueño del Rey Rojo.

### Capítulo 11: Despertar

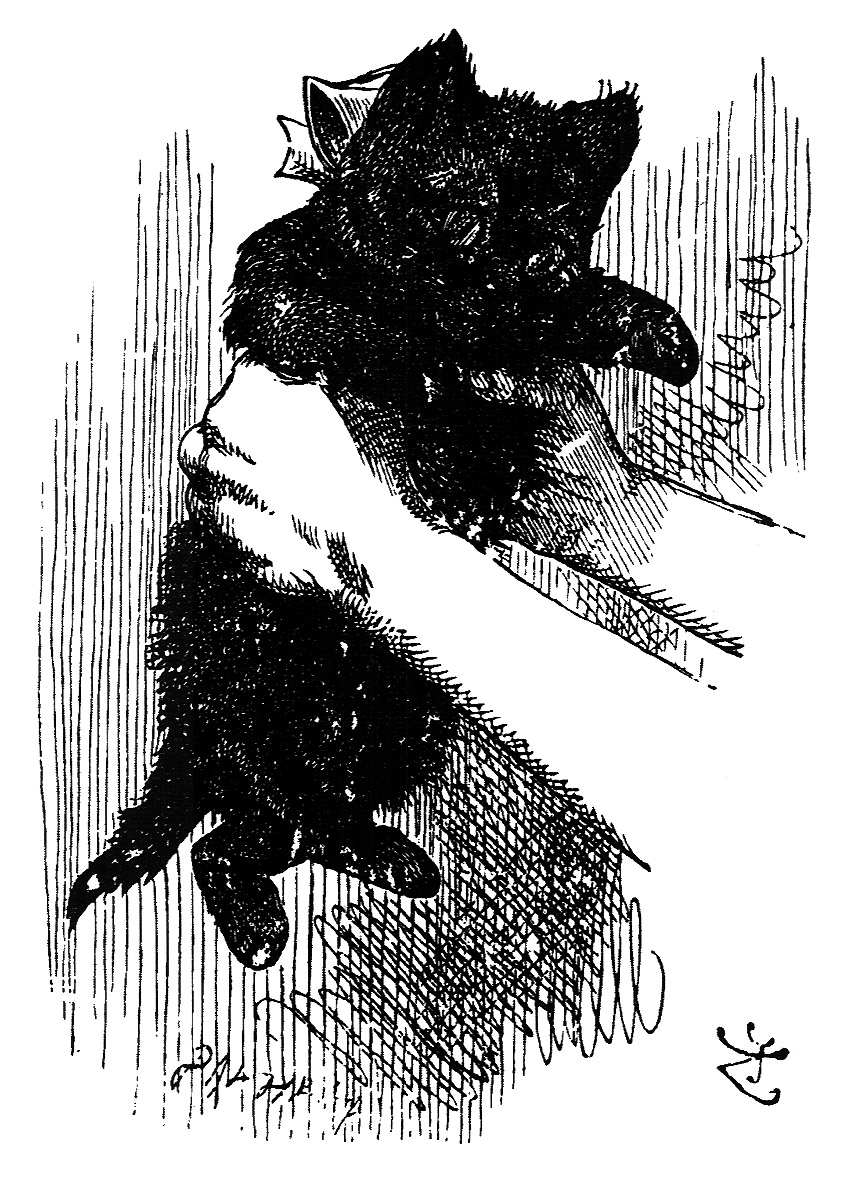
El gatito siendo agitado por Alicia.

En este breve pasaje, Alicia despierta de su particular sueño, y en vez de encontrarse agitando a la Reina Roja, descubre que a quien está sacudiendo en realidad no es otro que uno de sus gatitos.

### Capítulo 12: ¿Quién lo ha soñado?
Se encuentra dubitativa a lo largo de todo este capítulo. Por un lado, Alicia reconoce que tanto el gato negro como Copito de Nieve como Dinah han formado parte de su sueño, e incluso cree que esta última ha sido Zanco Panco. También duda acerca de si fue ella o el Rey Rojo quien soñó toda la historia. El capítulo concluye con una reflexión muy acertada por parte de Alicia: «El Rey Rojo fue parte de mi sueño..., pero también es cierto que yo formé parte del suyo».

### Apéndice: Una avispa con peluca
Aunque este pasaje no apareció en la primera edición (1871), se incluyó en posteriores ediciones (en español, en la edición de 1997). En él se cuenta cómo Alicia, minutos antes de convertirse en Reina, conoce a una anciana Avispa que se queja de su dolor de huesos. Al final del capítulo, la Avispa cuenta a Alicia la razón por la que lleva un pañuelo amarillo a la cabeza: para sujetarse su peluca. Luego, muy satisfecha de haberse detenido para dedicar un rato al consuelo de aquella enferma y vieja Avispa, Alicia salta a la octava casilla y la historia prosigue.

## Adaptaciones cinematográficas
- Alicia a través del espejo (1998), adaptación dirigida por John Henderson y protagonizada por Kate Beckinsale.

- Alicia en el país de las maravillas (1999), dirigida por Nick Willing, protagonizada por Tina Majorino y Martin Short.

- Alicia en el país de las maravillas (2010), dirigida por Tim Burton, protagonizada por Mia Wasikowska y Johnny Depp, basada principalmente en Las aventuras de Alicia en el país de las maravillas pero algunas partes del final del filme están basadas en este libro.

- Alicia a través del espejo (2016), adaptación dirigida por James Bobin protagonizada por Mia Wasikowska y Johnny Depp, secuela del filme del 2010, basada en algunos aspectos a esta novela.